# Les tres monedes
Les tres monedes (en llatí, Trinummus) és una comèdia del dramaturg romà Plaute basada en una obra de Filemó el Vell i escrita al voltant del 190 aC. El títol de l'original seria Thesaurus. Es tracta d'una fabulla palliata, en què els personatges i l'ambientació són grecs.

## Introducció
Aquesta és una de les obres de Plaute amb més intenció moralitzant.
Els fets succeeixen en una carretera a prop d'Atenes, tal com la via sacra que conduïa a Eleusis.

## Personatges
- Luxúria i Inòpia: personatges només presents al pròleg, mare i filla. La mare explica per què ella i la filla són llegades al jove Lesbònic, el qual ha gastat tots els diners del pare només en el joc.
- Calicles: vell amic de Càrmides, a qui aquest havia deixat el fill i el seu tresor. Ajuda la filla de Càrmides a obtenir un dot per casar-se.
- Megarònides: vell amic de Caricles i veí de Càrmides, que suggereix a Calicles enganyar Sicofant i fingir ser Càrmides.
- Lisíteles: jove amic de Lesbònic, que s'ofereix a ajudar-lo, casant la germana sense dot.
- Lesbònic: el fill de Càrmides, que gasta tota la fortuna en el joc i ha de vendre la casa.
- Filtones: el pare de Lisíteles, que després d'haver refusat la idea del matrimoni decideix acceptar-lo i cedir la mà de la filla en família.
- Estàsim: l'esclau de Càrmides i Lesbònic, que assisteix al lament de quan descobreix allò que s'ha esdevingut.
- Càrmides: pare de Lesbònic i amic de Calicles, que ha hagut d'emprendre un viatge i ha deixat els diners i el fill a càrrec del seu amic Calicles, que compra la seva casa per no donar-la a un estranger.
- Sicofant: és el fals missatger, que ha de retirar els diners per al dot de la filla de Càrmides.

## Argument
Càrmides va de viatge i deixa les seves possessions i el seu fill en mans del seu amic Calicles. Li revela que té un tresor i que el doni a la seva filla com a dot. Lesbònic dilapida la fortuna paterna i ha de vendre la casa on s'amaga el tresor. Calicles la compra per no revelar on és el tresor. Lesbònic, el fill, vol casar la seva germana i no té dot; llavors, Calicles li fa creure que un criat del seu pare ha portat prou diners per al dot. Quan estan a punt de dur això a terme, apareix Càrmides, que pensa que Calicles l'ha enganyat per robar-li-ho tot. Finalment, s'aclareix l'afer i li dona les gràcies. Fan un matrimoni conjunt, la filla de Calicles amb Lesbònic i la filla de Càrmides amb l'amic de Calicles.